# Sveinung Rotevatn
Sveinung Rotevatn, född 15 maj 1987 i Nordfjordeid, är en norsk jurist och politiker inom Venstre som var Norges klimat- och miljöminister från januari 2020 till oktober 2021.
Rotevatn var ordförande för Unge Venstre från 2010 till 2013 och var även bloggare. Enligt hans egen utsago som ungdomspolitiker var skolpolitik, en förnybar framtid och norskt EU-medlemskap några av hans hjärtefrågor Sveinung studerade juridik på Universitetet i Bergen.
Rotevatn var stortingsledamot från Sogn og Fjordane 2013-2017. Han var därefter statssekreterare vid justitie- och beredskapsdepartementet från januari 2018 till oktober 2018 och statssekreterare vid klimat- och miljödepartementet från oktober 2018 till januari 2020.